# Campo de Égua
Campo de Égua é uma aldeia Portuguesa, da freguesia de Santiago da Ribeira de Alhariz e do concelho de Valpaços, com cerca de 25 habitantes. Provavelmente a origem do nome reside num campo de pastagens para cavalos, onde a maioria dos quais seriam éguas.

## Lenda do Castanheiro
Conta uma lenda que no adro da Capela de Nossa Senhora da Anunciação em Campo de Égua havia um castanheiro,
que produzia muitas e execleentes castanhas; como a castanha é um produto agrícola valioso, ocorreram vários desacatos e até rixas disputando a colheita deste precioso fruto, como consquência, o castanheiro
«milagrosamente» transformou-se num carvalho

## Património
- Capela de Nossa Senhora da Anunciação.
- Fonte de Mergulho

## Galeria Fotográfica

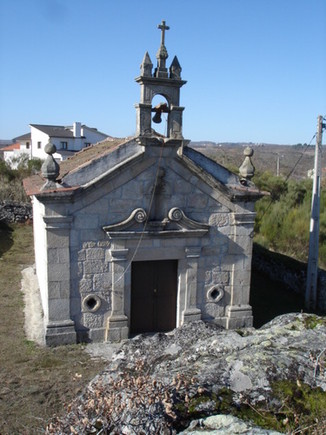
Capela de N.S. da Anunciação
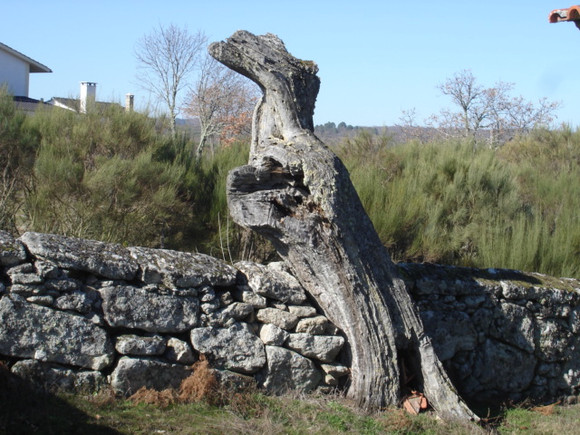
Castanheiro vs Carvalho